# Allotraeus grahami
Allotraeus grahami är en skalbaggsart som beskrevs av J. Linsley Gressitt 1937. Allotraeus grahami ingår i släktet Allotraeus och familjen långhorningar. Inga underarter finns listade i Catalogue of Life.